# Дунье, Шерил
Ше́рил Линн Дунье́ (англ. Cheryl Lynn Dunye, [duːnˈjeɪ]; род. 13 мая 1966, Монровия, Либерия) — либерийско-американский режиссёр, продюсер, сценаристка, монтажёр и актриса. Благодаря своей дебютной полнометражной картине «Женщина-арбуз» (1996) Дунье стала известна как первая открытая темнокожая лесбиянка, срежиссировавшая художественный фильм.

## Биография
Шерил Дунье родилась в 1966 году в Монровии, столице Либерии, и выросла в Филадельфии, штат Пенсильвания, США. Два года она изучала критическую теорию в Университете штата Мичиган, но бакалавриат окончила в Университете Темпл в Филадельфии, после чего получила степень магистра в Школе искусств Мейсона Гросса при Ратгерском университете в Нью-Джерси.
Свою первую киноработу, короткометражку Wild Thing, Дунье выпустила в 1989 году, когда училась на последнем курсе в Темпле. Наибольшую известность ей принесла дебютная полнометражная картина «Женщина-арбуз» (1996), оказавшаяся не только первым фильмом, срежиссированным открытой темнокожей лесбиянкой, но и содержащим персонажа-темнокожую лесбиянку. В основе сюжета лежит выдуманная история о молодой кинематографистке, которая хочет выяснить правду о загадочной афроамериканской актрисе 1930-х годов. Главную роль исполнила сама Дунье. «Женщина-арбуз» была отмечена несколькими кинопремиями, вошла в программу биеннале Уитни 1997 года и стала одной из фундаментальных работ в направлении New Queer Cinema. Следующий фильм Дунье, «Незнакомец внутри» (2001), был снят при поддержке телеканала HBO и выиграл приз зрительских симпатий на Международном кинофестивале в Сан-Франциско. Третья полнометражная кинолента, Молодые папаши (2004), получила смешанные и негативные отзывы и считается наиболее «голливудским» фильмом в её режиссёрском портфолио.
Дунье — ученица художницы Марты Рослер. Её вдохновляли такие кинодеятельницы, как Шанталь Акерман, Мишель Ситрон, Джули Дэш, Мишель Паркерсон и Камил Биллопс. Рассказывая о том, что повлияло на её раннее творчество, она отметила: «Мне действительно нравится нуар. Я люблю Blaxploitation. И мне нравятся вещи голливудского „Золотого века“». В её фильмах смешаны различные формы, жанры и стили, призванные поставить под вопрос современное понимание расы, гендера, социального класса и сексуальной ориентации. Свой кинематографический подход она называет «Дуньементальным» (Dunyementary) — он сочетает в себе художественное, документальное и комедийное.
В конце 2010-х годов Дунье также начала снимать эпизоды для телесериалов в роли приглашённого режиссёра. Дебютным для неё стал проект на канале Oprah Winfrey Network «Королева сахарных плантаций», куда в 2017 году её позвала Ава Дюверней. Ранее Дунье преподавала на факультете кино в Университете штата Калифорния в Сан-Франциско, но в 2018 году оставила академическую деятельность, сделав выбор в пользу телекарьеры. Кроме того, она основала и управляет продюсерской компанией Jingletown Films.
С 2010 года Дунье живёт в Окленде, штат Калифорния. У неё двое детей.

## Фильмография

### Полнометражные фильмы
| Год  | Название          | Оригинальное название | Режиссёр | Продюсер | Сценаристка | Монтажёр |
| ---- | ----------------- | --------------------- | -------- | -------- | ----------- | -------- |
| 1996 | Женщина-арбуз     | The Watermelon Woman  | Да       |          | Да          | Да       |
| 2001 | Незнакомец внутри | Stranger Inside       | Да       |          | Да          |          |
| 2002 | —                 | Final Breakdown       |          |          | Да          |          |
| 2004 | Молодые папаши    | My Baby’s Daddy       | Да       |          |             |          |
| 2010 | Сова              | The Owls              | Да       | Да       | Да          |          |
| 2012 | Мама приближается | Mommy Is Coming       | Да       | Да       | Да          |          |
| 2013 | —                 | Valencia: The Movie/S | Да       |          |             |          |

### Короткометражные фильмы
- 1989 — Wild Thing: A Poem by Sapphire — режиссура.
- 1990 — Janine — режиссура.
- 1991 — She Don’t Fade — режиссура, сценарий, монтаж.
- 1992 — Vanilla Sex — режиссура, продюсирование, монтаж.
- 1993 — The Potluck and the Passion — режиссура.
- 1993 — Untitled Portrait — режиссура.
- 1995 — Greetings from Africa — режиссура, сценарий (документальный).
- 2014 — Black is Blue — режиссура, сценарий, продюсирование.
- 2014 — Brother from Another Time — режиссура, продюсирование.

### Телесериалы
| Год       | Название                    | Оригинальное название | Эпизод(ы)                                       | Участие                                  |
| --------- | --------------------------- | --------------------- | ----------------------------------------------- | ---------------------------------------- |
| 2017—2019 | Королева сахарных плантаций | Queen Sugar           | Сезон 2, эпизоды 2 и 11 Сезон 4, эпизоды 1 и 10 | Режиссёр 4 эпизодов Продюсер 4-го сезона |
| 2018      | Фостеры                     | The Fosters           | Сезон 5, эпизод 13                              | Режиссёр                                 |
| 2018—2021 | Когти                       | Claws                 | Сезон 2, эпизод 3 Сезон 4, эпизод 2             | Режиссёр                                 |
| 2018      | Любовь это…                 | Love Is               | Сезон 1, эпизод 4                               | Режиссёр                                 |
| 2018      | Звезда                      | Star                  | Сезон 3, эпизод 4                               | Режиссёр                                 |
| 2019      | Чи                          | The Chi               | Сезон 2, эпизод 6                               | Режиссёр                                 |
| 2019      | Деревня                     | The Village           | Сезон 1, эпизод 10                              | Режиссёр                                 |
| 2019      | Дорогие белые               | Dear White People     | Сезон 3, эпизод 5                               | Режиссёр                                 |
| 2019      | Дэвид становится мужчиной   | David Makes Man       | Сезон 1, эпизоды 8, 9 и 10                      | Режиссёр                                 |
| 2019—2021 | Всем встать                 | All Rise              | Сезон 1, эпизоды 9 и 20 Сезон 2, эпизод 8       | Режиссёр                                 |
| 2020      | Священная ложь              | Sacred Lies           | Сезон 1, эпизоды 9 и 10                         | Режиссёр                                 |
| 2020      | Страна Лавкрафта            | Lovecraft Country     | Сезон 1, эпизод 5                               | Режиссёр                                 |
| 2021      | Делайла                     | Delilah               | Сезон 1, эпизоды 1 и 2                          | Режиссёр Продюсер                        |
| 2021      | Прайд                       | Pride                 | Сезон 1, эпизод 3                               | Режиссёр                                 |
| 2021      | Y. Последний мужчина        | Y: The Last Man       | Сезон 1, эпизод 9                               | Режиссёр                                 |
| 2022      | 4400                        | 4400                  | Сезон 1, эпизод 13                              | Режиссёр                                 |
| 2022      | Бриджертоны                 | Bridgerton            | Сезон 2, эпизоды 7 и 8                          | Режиссёр                                 |
| 2022      | Академия Амбрелла           | The Umbrella Academy  | Сезон 3, эпизоды 2 и 3                          | Режиссёр                                 |
| 2022      | Американский жиголо         | American Gigolo       | Сезон 1, эпизод 7                               | Режиссёр                                 |
| 2022—2023 | Новичок: Федералы           | The Rookie: Feds      | Сезон 1, эпизоды 6 и 20                         | Режиссёр                                 |
| 2022      | Манифест                    | Manifest              | Сезон 4, эпизод 9                               | Режиссёр                                 |
| 2022—2024 | Великий уравнитель          | The Equalizer         | Сезон 3, эпизод 5 Сезон 4, эпизод 8             | Режиссёр                                 |
| 2024      | Детективы с того света      | Dead Boy Detectives   | Сезон 1, эпизод 3                               | Режиссёр                                 |
| 2024      | —                           | Emperor of Ocean Park | Сезон 1, эпизоды 3 и 4                          | Режиссёр                                 |

### Роли в кино
- 1991 — She Don’t Fade — Shae Clark
- 1996 — Greetings from Africa — Шерил
- 1996 — Женщина-арбуз / The Watermelon Woman  — Шерил
- 2001 — Новые женщины / The New Women — Федра
- 2010 — Сова / The Owls — Кэрол
- 2012 — Мама приближается / Mommy Is Coming — Таксистка
- 2018 — Dropping Penny — Alpha Donna

## Награды и номинации
Список наград и номинаций приведён согласно сайту IMDb.com.
| Год  | Фестиваль / Награда                                | Категория                                     | Работа                                                     | Результат |
| ---- | -------------------------------------------------- | --------------------------------------------- | ---------------------------------------------------------- | --------- |
| 1996 | Берлинский кинофестиваль                           | Премия «Тедди» за лучший художественный фильм | Женщина-арбуз                                              | Победа    |
| 1996 | Кинофестиваль «Аутфест»                            | Приз зрительских симпатий                     | Женщина-арбуз                                              | Победа    |
| 2001 | Кинофестиваль «Аутфест»                            | Приз зрительских симпатий                     | Незнакомец внутри                                          | Победа    |
| 2001 | Международный кинофестиваль в Сан-Франциско        | Приз зрительских симпатий                     | Незнакомец внутри                                          | Победа    |
| 2001 | ЛГБТ-кинофестиваль в Сиэтле                        | Приз зрительских симпатий                     | Незнакомец внутри                                          | Победа    |
| 2001 | Кинофестиваль в Филадельфии                        | Приз зрительских симпатий                     | Незнакомец внутри                                          | Победа    |
| 2002 | Кинопремия «Независимый дух»                       | Лучший режиссёр                               | Незнакомец внутри                                          | Номинация |
| 2002 | Black Reel Awards                                  | Лучший режиссёр                               | Незнакомец внутри                                          | Номинация |
| 2002 | Black Reel Awards                                  | Лучший сценарий                               | Незнакомец внутри                                          | Номинация |
| 2002 | Международный кинофестиваль женского кино в Кретее | Приз зрительских симпатий                     | Незнакомец внутри                                          | Победа    |
| 2002 | Международный кинофестиваль женского кино в Кретее | Особое упоминание                             | Незнакомец внутри                                          | Победа    |
| 2010 | Кинофестиваль Mezipatra                            | Приз большого жюри                            | Сова                                                       | Номинация |
| 2010 | Кинофестиваль Chéries-Chéris                       | Гран-при                                      | Сова                                                       | Номинация |
| 2012 | Берлинский кинофестиваль                           | Премия «Тедди» за лучший художественный фильм | Мама приближается                                          | Номинация |
| 2018 | Black Reel TV Awards                               | Выдающаяся режиссура драматического сериала   | Королева сахарных плантаций (эпизод «Fruit of the Flower») | Номинация |
| 2020 | Black Reel TV Awards                               | Выдающаяся режиссура комедийного сериала      | Дорогие белые (эпизод «Volume 3: Chapter V»)               | Победа    |
| 2021 | NAACP Image Award                                  | Выдающаяся режиссура драматического сериала   | Страна Лавкрафта                                           | Номинация |
| 2022 | Cinema Eye Honors                                  | Legacy Award                                  | Женщина-арбуз                                              | Победа    |
| 2022 | Black Reel TV Awards                               | Выдающаяся режиссура драматического сериала   | Бриджертоны (эпизод «Виконт, который меня любил»)          | Победа    |
| 2024 | Black Reel TV Awards                               | Выдающаяся режиссура драматического сериала   | Академия Амбрелла (эпизод «Pocket Full of Lightning»)      | Номинация |